# Волны Россби
Волны Ро́ссби — бегущие волны, образующиеся в атмосферах планет и в океанах в умеренных широтах.

## В атмосфере
Атмосферные волны Россби — это гигантские изгибы высотных ветров, оказывающие серьёзное влияние на погоду. Эти волны ассоциируются с зонами давления и высотными струйными течениями; принимают участие в формировании циклонов, антициклонов. Фазовая скорость земных волн Россби всегда стремится к западу, при этом групповая (связанная с перемещением энергии) может идти в любом направлении.
Атмосферные волны Россби возникают вследствие сдвига вихревых потоков из-за неодинаковости воздействия силы Кориолиса на разной широте. Волны были впервые определены в атмосфере Земли в 1939 году Карлом-Густавом Арвидом Россби, который в дальнейшем постарался объяснить их движения.

## В океане
Океанические волны Россби бегут вдоль поверхности термоклина, которая является границей между тёплым верхним слоем океана и нижней холодной его частью. Они имеют невысокую амплитуду, от нескольких сантиметров (на поверхности) до метров (на термоклине), при очень большой длине волны — порядка сотен километров. Отдельные волны могут существовать несколько месяцев или даже лет, пересекая за это время Тихий океан. 
Океанические волны Россби получают ускорение от давления ветра на поверхностном слое океана и, как полагают, участвуют в климатических изменениях за счёт взаимодействия ветра и плавучести. Как баротропные, так и бароклинные волны вызывают временные изменения высоты поверхности моря, хотя длины волн было сложно определить до появления спутниковой альтиметрии. Бароклинные волны также генерируют значительные смещения океанического слоя скачка, часто на десятки метров.
Наблюдения спутника НАСА/СНЕS TOPEX/Poseidon подтвердили существование океанических волн Россби. Спутниковые наблюдения показали перемещения волн Россби во всех океанических бассейнах, в частности, в низких и средних широтах.
Волны Россби были предложены в качестве важного механизма для учёта нагрева океана на поверхности Европы (спутника Юпитера).